# NGC 4249
NGC 4249 ist eine Linsenförmige Galaxie vom Hubble-Typ S0/a im Sternbild Jungfrau auf der Ekliptik. Sie ist schätzungsweise 113 Millionen Lichtjahre von der Milchstraße entfernt und hat einen Durchmesser von etwa 20.000 Lichtjahren. Die Galaxie ist unter der Katalognummer VCC 266 als Mitglied des Virgo-Galaxienhaufens gelistet.
Im selben Himmelsareal befinden sich u. a. die Galaxien NGC 4252, NGC 4257, NGC 4259, NGC 4261.
Das Objekt wurde am  26. Mai 1864 von Albert Marth entdeckt.